# Литовская губерния
Литовская губерния — административно-территориальная единица в Российской империи.
В 1794 году указом Екатерины II князь Николай Репнин был назначен генерал-губернатором литовских земель, отошедших Российской империи в результате раздела Речи Посполитой. В декабре 1795 года под его управлением были учреждены две новые губернии — Виленская и Слонимская.
Высочайшим указом Павла I от 12 (23) декабря 1796 года определено образовать «на особых по правам и привилегиям основаниях» одну Литовскую губернию из образованных в 1795 году двух губерний: Виленской и Слонимской. Губернское правление помещалось в Вильне; главный литовский суд полгода должен был отправлять дела в Вильне, полгода — в Гродне; уездов было 19 (Браславский, Брестский, Виленский, Вилькомирский, Волковысский, Гродненский, Завилейский, Кобринский, Ковенский, Лидский, Новогрудский, Ошмянский, Пружанский, Россиенский, Слонимский, Тельшевский, Трокский, Упитский и Шавельский).
Указами 9 (21) сентября 1801 года и 28 августа (9 сентября) 1802 года были восстановлены губернии Виленская и Слонимская, последняя — под именем Гродненской. Обе эти губернии нередко именовались литовскими до 1840 года, когда Николай I окончательно запретил употреблять это наименование (П. С. З. т. XV, № 13678).
За короткое время существования губернии её руководителями были: Я. И. Булгаков (1797—1799) и И. Г. Фризель (1799—1801).